# Camtasia
Camtasia (voorheen Camtasia Studio) is een opname- en bewerkprogramma.

## Mogelijkheden
Camtasia kan een deel of alles wat op het scherm weergeven wordt, opnemen als video. Het is ook mogelijk om het geluid op te nemen. Nadat het opnemen klaar is, is er de mogelijkheid om de video te bewerken met meerdere tools.